# 19981 Білосток
19981 Білосток (19981 Bialystock) — астероїд головного поясу, відкритий 29 грудня 1989 року.
Тіссеранів параметр щодо Юпітера — 3,113.